# Tina Takahashi
Tina Takahashi es una deportista canadiense que compitió en judo. Ganó una medalla en los Juegos Panamericanos de 1983, y cuatro medallas en el Campeonato Panamericano de Judo entre los años 1980 y 1985.

## Palmarés internacional
| Juegos Panamericanos    | Juegos Panamericanos          | Juegos Panamericanos | Juegos Panamericanos |
| Año                     | Lugar                         | Medalla              | Categoría            |
| ----------------------- | ----------------------------- | -------------------- | -------------------- |
| 1983                    | Caracas (Venezuela)           | Medalla de bronce    | –48 kg               |
| Campeonato Panamericano |                               |                      |                      |
| Año                     | Lugar                         | Medalla              | Categoría            |
| 1980                    | Isla de Margarita (Venezuela) | Medalla de plata     | –43 kg               |
| 1982                    | Santiago de Chile (Chile)     | Medalla de bronce    | –48 kg               |
| 1984                    | Ciudad de México (México)     | Medalla de bronce    | –48 kg               |
| 1985                    | La Habana (Cuba)              | Medalla de bronce    | –48 kg               |